# Gymnosoma rotundatum
Gymnosoma rotundatum is een vliegensoort uit de familie van de sluipvliegen (Tachinidae). De wetenschappelijke naam is gepubliceerd in 1758 door Carl Linnaeus in de tiende editie van Systema naturae.